# Коленда, Гавриил
Юрий Гавриил Коленда (бел. Гаўрыла Календа, пол. Gabriel Kolenda, укр. Юрі Гавриїл Коленда; родился в 1606 — 1674, Супрасль) — предстоятель Русской униатской церкви с 24 апреля 1665 года до своей смерти в 1674 году.

## Биография
Юрий Коленда родился около 1606 года в Виленском воеводстве в семье виленского писаря Ивана, происходил из белорусского шляхетского рода герба Бэлты. В 1624 году Юрий поступил в новициат ордена Святого Василия Великого в Бытенский монастырь, приняв новое имя Гавриил:132. В 1627—1630 годах учился в Браунсберге (Восточная Пруссия), в 1630—1633 годах продолжил учебу в Виленской папской коллегии. Позже он проучился в Венском университете и в греческом колледже в Риме с 1 декабря 1636 года по 24 ноября 1639 года. Иосиф Рутский рукоположил его в 1633 году в пресвитера. Вернувшись в Вильну, 28 марта 1633 года был рукоположен в сан священника:132. В 1640 году Юрий получил назначение на должность настоятеля Березвечского базлианского монастыря в Полоцком архиепископстве.
Вернувшись в Литву в 1640 году, Коленда стал заместителем архиепископа Полоцкого Антония Селявы, который в 1641 году стал главой униатской церкви в Великом княжестве Литовском.
С 1648 года Речь Посполитая переживала политический кризис. Восстание Хмельницкого представляло угрозу существования Речи Посполитой. Одной из целей казаков была ликвидация Русской униатской церкви, и это требование было признано приемлемым для поляков, которые, потерпев поражение от казаков, подписали Зборовский договор в 1649 году, против которого выступили только папский нунций и греко-католические епископы:230-1. В том же году казачье войско прибыло, чтобы насильственно упразднить греко-католическую епархию Хелма, одного из оплотов греко-католической церкви. В сентябре 1651 года, в связи с Берестечским поражением, был подписан Белоцерковский мир, в котором больше не содержалось заявлений о ликвидации греко-католической церкви, которой было разрешено действовать в Хелме и Пшемысле:135.
В 1652 году Антоний Селява назначил Гавриила Коленду епископом на Мстиславскую кафедру:135. 23 июня 1563 года коадъютор, Пахомий Оранский, епископ Пинский, был убит казаками, и Коленда был избран новым коадъютором архиепископа Полоцкого c правом наследования.
После нескольких лет перемирия, в 1654 году произошло подписание Переяславского договора, в котором говорилось, что казаки присягали на верность Русскому царству, после чего началось вторжение русского войска в Речь Посполитую, так началась Русско-польская война (1654—1667 годы). К этому конфликту добавилось вторжение Швеции переросшего в Северную войну (1655—60 годы). Эта война привела к настоящей катастрофе целые народы, периоду массовых убийств и бедности, известному как Потоп. Русское войско начала вторжение с северо-востока, а казаки с юга, на занятых территориях царские войска и казаки уничтожали униатские церкви, монастыри, школы, убивали священников, монахов и просто обычных мирян:231.
5 октября 1655 года скончался митрополит Киевский Антоний Селява. Коленда сменил его на посту предстоятеля греко-католической церкви, но не на посту митрополита, потому что из-за войны не было возможности ни созвать синод, как того требовал Святой Престол, ни заручиться поддержкой короля и великого князя, который предпочитал лишний раз не злить казаков, крайне враждебно настроенных  по отношению к греко-католикам. Кроме того, на митрополичью кафедру также претендовал епископ Холмский Яков Суша, который пользовался поддержкой Яна II Казимира.
Во время войны Коленда был вынужден бежать от наступающих войск из Полоцка и вместе с мощами святого Иосафата скрываться в Супрасльской лавре. В 1658 году между Речью Посполитой и казаками был заключён Гадячский договор, который предусматривал возвращение казаков в состав Речи Посполитой и ликвидацию греко-католической церкви и отмену Брестской унии. Однако договор был подписан сеймом и королём в изменённом виде, который не предусматривал ликвидации Унии, этому поспособствовало давление Святого престола. Этот договор, однако, не соблюдался в полной мере из-за последовательных разногласий между сторонами.
Проблемы для Русской греко-католической церкви в этот период исходили также от латино-католических епископов Польши, которые пытались убедить Святой Престол избавиться от Русской греко-католической церкви и распространить свою юрисдикцию на верующих византийского обряда:233. Чтобы получить помощь для своей церкви, Коленда отправил в 1644 году в Рим епископа Хелмского Якова Соузу, которому удалось убедить папство занять положительную позицию по отношению Русской греко-католической церкви, подтвердив её независимость от латинского епископата, добившись назначения Коленды на кафедру митрополита, получив подтверждение законности рукоположений, сделанных православными:234. Таким образом, 22 апреля 1665 года Гавриил Коленда был официально назначен Митрополитом Киевским, Галицким и всея Руси.
После Андрусовского перемирия в 1667 году война закончилась и положение Русской греко-католической церкви улучшилось, даже после потери Смоленской и Киевской епархий. В 1668, а затем в 1669 году Коленде удалось добиться возвращения церковного имущества, утраченного во время войны, заключил с Латинской церковью соглашение о запрете латинским священникам собирать десятину с униатов. В 1660-е годы вывел несколько монастырей из подчинения базилиан, сделал их архимандритами и передал их в управление епископов. В 1666 году был избран на пост протоархимандрита базилианского ордена:140. В 1667 году Коленда стал Протоархимандритом базилианского ордена, положив конец десятилетним спорам о главе ордена.
В 1669 году новый король Михаил Корибут Вишневецкий, выходец из некогда православного рода Вишневецких, уравнял униатское духовенство в правах с латинским. На его коронации была совершена литургия по византийско обряду. Михаил Корибут Вишневецкий предоставил митрополиту Коленде право заседать в Сенате, однако, он своим правом никогда не пользовался, чтобы не раздражать православных, лишённых такого права. После войны православных стали воспринимать как тайных агентов Москвы, готовых в любой момент предать Речь Посполитую и переметнуться на сторону врага. В результате численность православного населения неуклонно сокращалось, а численность униатов наоборот росло.
В конце жизни Коленда дважды (в 1671 и 1672 году) обращался к новому папе Клименту X с предложением повысить статус почитания блаженного Иосафата Кунцевича.
Гавриил Коленда умер 11 февраля 1674 года и был похоронен 18 февраля в Софийском соборе в Полоцке:141.